# Phthonosema tapaia
Phthonosema tapaia är en fjärilsart som beskrevs av Eugen Wehrli 1941. Phthonosema tapaia ingår i släktet Phthonosema och familjen mätare. Inga underarter finns listade i Catalogue of Life.